# Матьє Гребілль
Матьє Гребілль (фр. Mathieu Grébille, нар. 6 жовтня 1991) — французький гандболіст, срібний призер Олімпійських ігор 2016 року, чемпіон світу.

## Виступи на Олімпіадах
| Олімпіада           | Дисципліна | Місце |
| ------------------- | ---------- | ----- |
| Ріо-де-Жанейро 2016 | гандбол    | 2     |

## Зовнішні посилання
- Матьє Гребілль — олімпійська статистика на сайті Sports-Reference.com (англ.) (архівна версія)